# Jagdhorn

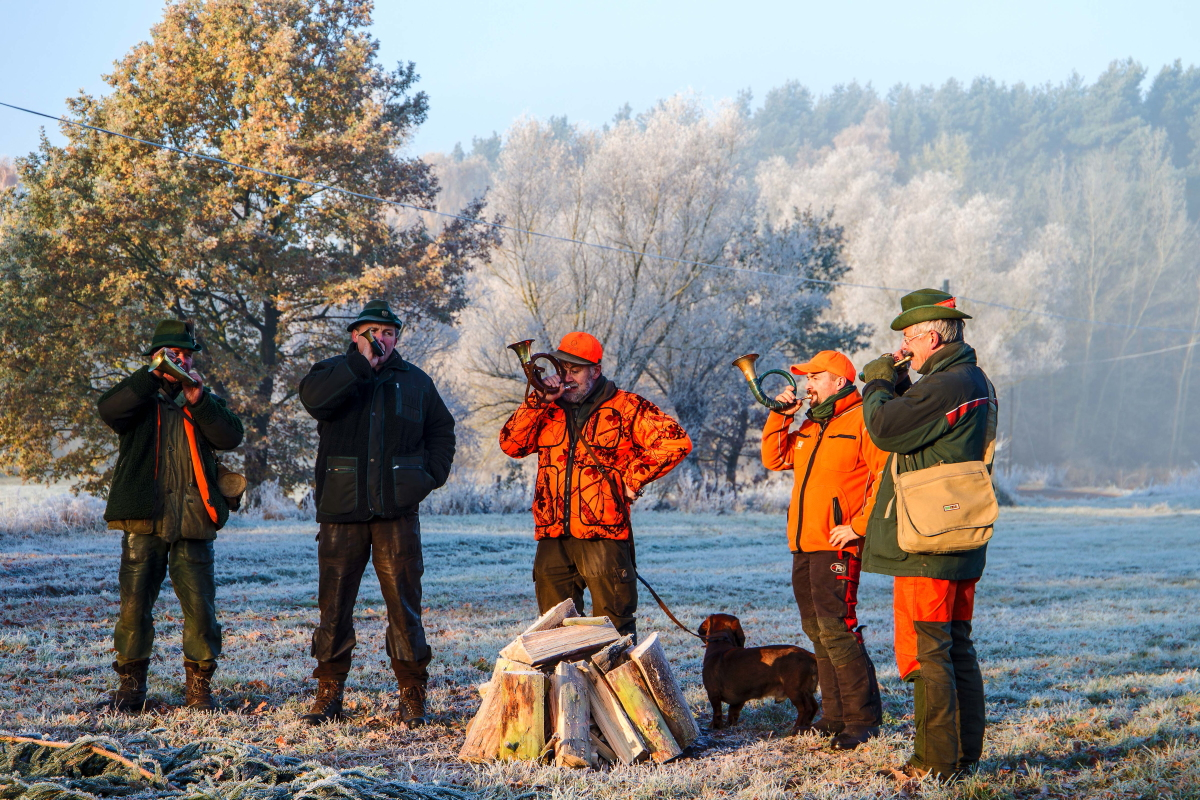
Blasende Jäger in Mecklenburg

Das Jagdhorn ist ein zur Familie der Hörner gehörendes Musikinstrument aus der Gruppe der Blechblasinstrumente mit kreisförmig gewundenem Messingrohr. Jagdhörner sind in ihrer ursprünglichen Verwendung als Signalhörner für Jagdsignale bei Gesellschaftsjagden im Einsatz. Auf große Entfernungen konnten so Befehle und Richtungsanweisungen gegeben werden. Heute gehört das Jagdhorn auch zum jagdlichen Brauchtum und wird bei Hubertusmessen verwendet.

## Musikalische Einordnung
Die modernen Jagdhörner werden auch als reine Musikinstrumente (in den Stimmungen B oder C) verwendet. Wie auch bei den militärischen Signaltrompeten handelt es sich meist um Varianten der Naturtrompete: Hier fehlen jedoch Klappen oder Ventile, der Tonumfang ist entsprechend eingeschränkt auf etwa fünf Töne.

## Geschichte und Arten von Jagdhörnern

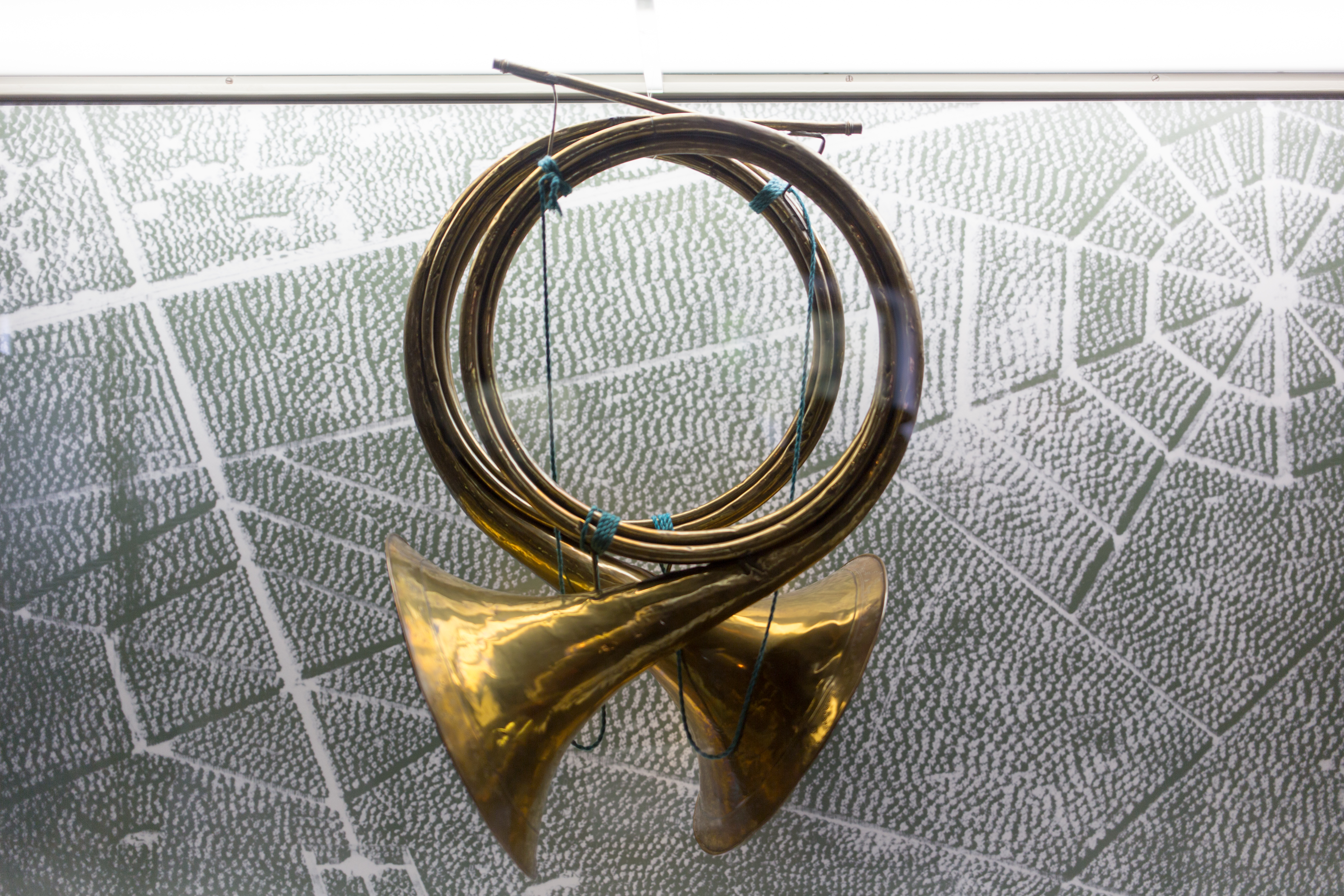
Jagdschloss Grunewald: zwei Jagdhörner

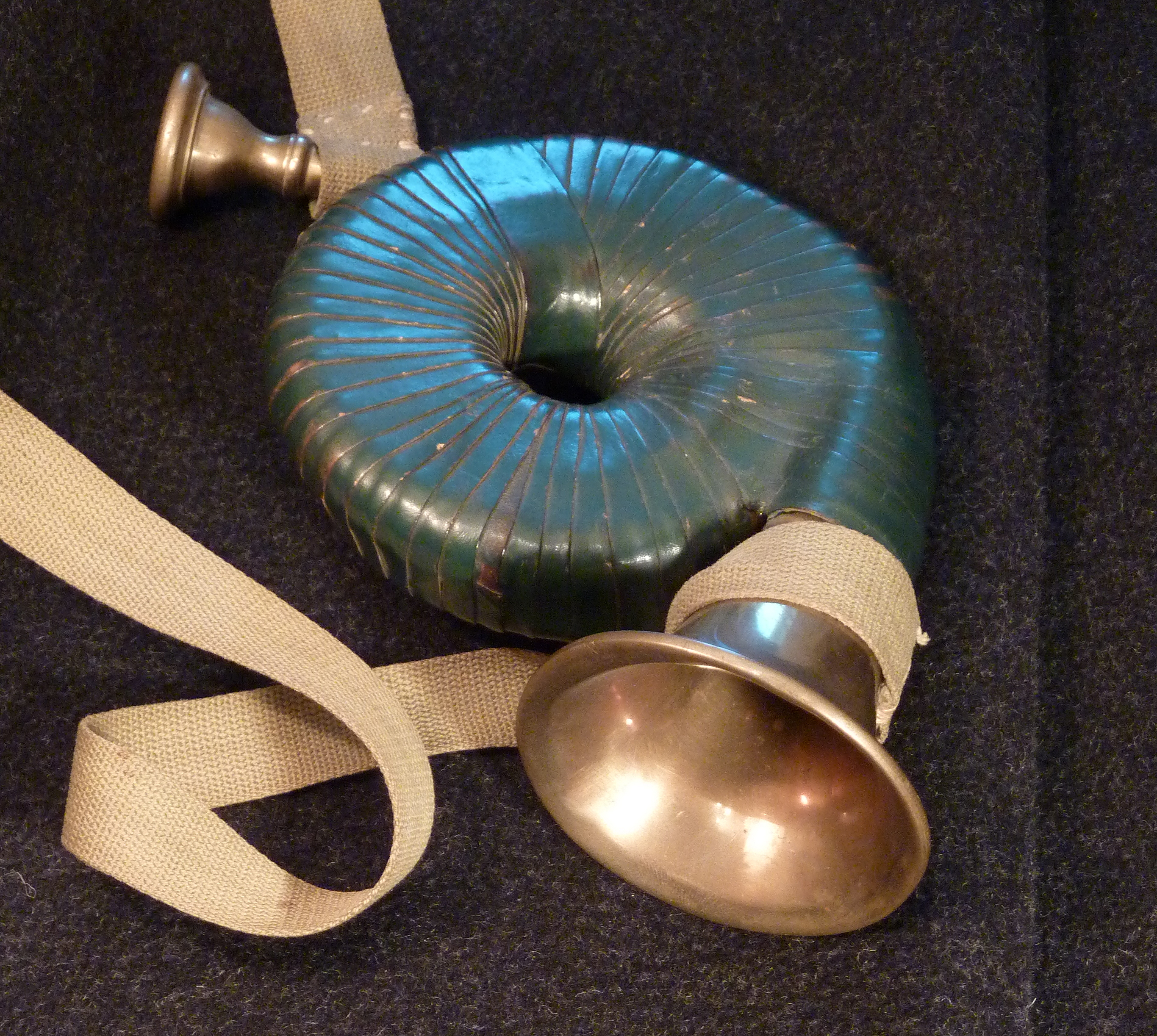
Jagdhorn im Manteltaschenformat (Durchmesser des Trichters etwa 7 cm)

Schon im frühen Mittelalter (800–1000) war das weithin hörbare Jagdhorn beliebt und außerdem heilig: Niemand außer dem berechtigten Träger durfte es berühren, beziehungsweise blasen.
Das Hifthorn, auch Hiefthorn oder lokal Zinke wurde als das wohl älteste Jagdhorn vom einfachen Jäger geblasen. Es wurde an einer Hornfessel getragen und war aus Büffel- oder Stierhorn gefertigt.
Der aus Byzanz stammende Olifant wurde im 11. und 12. Jahrhundert von Edelleuten geblasen. Er war eine Elfenbeintrompete, etwa drei bis vier Kilogramm schwer und wurde an der rechten Hüfte getragen.
Das Parforcehorn, auch  Trompe de Chasse ist ein großes Jagdhorn mit großen Rohrwindungen und weiten Stürzen, das bei der Parforcejagd vor allem in Frankreich Verwendung findet. 
Der Sauerländer Halbmond ist ein sichelförmiges Jagdhorn aus Messing, das heute noch von Brackenjägern geblasen wird.
Im Gegensatz zu größeren Hörnern, die an Hornfesseln oder umgehängt getragen werden, kann das Clewingsche Taschenhorn in der Jackentasche transportiert werden.
Gebräuchlich ist heute, als kleinere Form des Jagdhorns im deutschsprachigen Raum, das fünftönige Fürst-Pless-Horn (oder Pless-Horn) in der Tonart B, das erst seit den 1880er Jahren verbreitet ist.